# Маслов, Иван Владимирович
Иван Владимирович Маслов (15 ноября 1978 года — 17 августа 2011 года) — начальник штаба — заместитель командира 21-го отряда специального назначения «Тайфун» Восточного регионального командования внутренних войск Министерства внутренних дел Российской Федерации, подполковник, Герой Российской Федерации (2012, посмертно).

## Биография
Иван Владимирович Маслов родился 15 ноября 1978 года в посёлке городского типа Угловое Приморского края. Родители работали инженерами на промышленных предприятиях города. С 1985 года семья жила в городе Свободный, там он окончил в 1995 году гимназию № 9.
С 1995 года — в Вооружённых Силах Российской Федерации. Поступил в Дальневосточное высшее общевойсковое командное училище в городе Благовещенск Амурской области. В 2000 году И. В. Маслов окончил высшее училище с отличием и получил распределение во внутренние войска, был направлен для дальнейшего прохождения службы в город Владивосток на должность командира патрульного взвода патрульной роты специального моторизованного полка. В дальнейшем Иван Владимирович проходил службу на должностях заместителя командира патрульной роты по работе с личным составом и командира патрульной роты специального моторизованного батальона.
В 2002 году И. В. Маслов был назначен командиром группы специального назначения, а в 2003 году заместителем начальника штаба по строевой части 24-го отряда специального назначения «Святогор» в городе Владивосток. В дальнейшем Иван Владимирович проходил службу на должностях начальника разведки штаба, заместителя начальника штаба специального моторизованного полка, начальника оперативного отделения штаба соединения.
В октябре 2009 года Иван Маслов был назначен начальником штаба — заместителем командира 21-го отряда специального назначения «Тайфун» в городе Хабаровск.
В июне 2011 года Иван Владимирович Маслов в должности командира отряда был направлен в служебную командировку в Республику Дагестан. С июня по август он неоднократно принимал участие в специальных операциях по поиску и ликвидации вооружённых бандитских групп.
17 августа 2011 года в Хасавюртовском районе подразделения отряда под командованием И. В. Маслова совместно с другими подразделениями внутренних войск вели поиск вооружённой бандгруппы, после обнаружения которой завязался бой. Иван Владимирович Маслов действовал в боевых порядках и умело руководил действиями подчинённых и осуществлял управление огнём. Своевременно заметив перемещение боевиков на левый фланг, в район действий одной из групп, он выдвинулся к ней, в ходе выдвижения Иван Владимирович обнаружил попытку передвижения боевиков во фланг подразделениям и принял решение совершить отвлекающий манёвр и тем самым заставить противника обнаружить свои огневые позиции. В ходе боестолкновения автомобиль подполковника Ивана Владимировича Маслова был обстрелян с близкого расстояния и он получил огнестрельное ранение в височную область головы, и при эвакуации с места боя он скончался.
Иван Владимирович Маслов похоронен на кладбище в посёлке городского типа Ярославский Хорольского района Приморского края.
Указом Президента Российской Федерации № 27 от 9 января 2012 года «за личное мужество, отвагу и героизм, проявленные при исполнении воинского долга в условиях, сопряженных с риском для жизни», начальнику штаба отряда специального назначения «Тайфун» Восточного регионального командования внутренних войск МВД России подполковнику Маслову Ивану Владимировичу присвоено звание Героя Российской Федерации (посмертно).
10 февраля 2012 года Президент РФ Д. А. Медведев на расширенной коллегии МВД России передал знак особого отличия Героя Российской Федерации — медаль «Золотая Звезда» вдове И. В. Маслова — Наталье Николаевне Масловой.

## Награды
- Медаль «Золотая Звезда» Героя Российской Федерации (9 января 2012 года, № 984)[1];
- Медаль «200 лет внутренним войскам МВД России» (16 марта 2011 года);
- Медаль «За службу на Северном Кавказе» (14 ноября 2008 года);
- Медаль «200 лет МВД России» (5 июня 2002 года).

Памятная доска на памятнике Погибшим в локальных и военных конфликтах

## Память
- 10 ноября 2020 года в г. Свободный Амурской области открыт бюст И. В. Маслова[2].
- Памятная доска И. В. Маслову установлена на памятнике Погибшим в локальных и военных конфликтах в г. Свободный Амурской области, у дома на улице Ленина, 86.
- Мемориальная доска в память И. В. Маслова установлена на здании гимназии № 9 города Свободный Амурской области.
- Именем И. В. Маслова названа средняя общеобразовательная школа № 48 в г. Владивостоке.
- Именем И. В. Маслов названа школа в п. Корфовский Хабаровского района Хабаровского края